# Centre national de gestion
 (avril 2022).
Pour les articles homonymes, voir CNG.
Le Centre national de gestion (CNG) est un établissement public à caractère administratif français.
Initialement intitulé Centre national de gestion des praticiens hospitaliers et des personnels de direction de la fonction publique hospitalière, le CNG est dénommé Centre national de gestion depuis le décret no 2010-1272 du 25 octobre 2010 (article 1) modifiant le décret no 2007-704 du 4 mai 2007 constituant le CNG.
Il a été créé en 2007 pour être initialement chargé du recrutement, de la gestion statutaire et du développement des ressources humaines des personnels de direction de la fonction publique hospitalière et des praticiens hospitaliers ainsi que de l’organisation des concours nationaux administratifs et médicaux.
Cet établissement, placé sous la tutelle du ministère chargé de la santé dispose, en 2017, d’un effectif de 110 agents pour assurer la gestion de plus de 58 000 personnes et l’organisation des concours administratifs et médicaux auxquels se présentent chaque année plus de 22 000 candidats.

## Historique

### Création du CNG et évolution de ses missions
Initialement le recrutement et la gestion des praticiens hospitaliers temps plein, des directeurs d’hôpital et des directeurs d’établissements sanitaires, sociaux et médico-sociaux étaient assurés par le ministère chargé de la santé au sein d’une direction fonctionnelle, la Direction Générale de l'Offre de Soins (DGOS).
Afin de permettre à cette direction de se recentrer sur ses missions stratégiques, l'ordonnance  no 2005-1112 du 1er septembre 2005 portant diverses dispositions relatives aux établissements de santé et à certains personnels de la fonction publique hospitalière a créé un établissement public administratif chargé du recrutement et de la gestion des carrières des personnels de direction de la fonction publique hospitalière et des praticiens hospitaliers : le Centre national de gestion des praticiens hospitaliers et des personnels de direction de la fonction publique hospitalière.
En 2007, l'article 76 de la loi de financement de la sécurité sociale fixe le régime juridique de cet établissement et détermine ses ressources et le décret no 2007-704 du 4 mai 2007 précise son organisation et ses missions.
Le 1er janvier 2009, la gestion nationale des praticiens hospitaliers temps partiel auparavant assurée par les DRASS relève désormais de la compétence du CNG.
Le 1er juillet 2010, le CNG qui assurait dès son origine le recrutement des directeurs des soins par concours national, prend en charge la gestion de ce corps jusqu'alors effectuée localement par les établissements relevant de la fonction publique hospitalière. À la même date, le Centre assure la gestion et le secrétariat des commissions d'autorisation d'exercice des professions de médecin, chirurgien-dentiste, sage-femme et pharmacien ainsi que la gestion et le secrétariat de la section de la commission compétente pour l'examen des autorisations d'exercice des fonctions de biologiste médical.
Le 28 octobre 2010, le « Centre national de gestion des praticiens hospitaliers et des personnels de direction de la fonction publique hospitalière » est dorénavant dénommé « Centre national de gestion » avec la modification intervenue par l’article 1 du décret no 2010-1272 du 25 octobre 2010.
Le 1er janvier 2012, le Centre national de gestion est chargé, au nom du ministère de la santé, de la gestion des élèves attachés d'administration hospitalière.
Le 1er septembre 2012, le recrutement et la gestion des personnels enseignants et hospitaliers des disciplines médicales, odontologiques et pharmaceutiques (hospitalo-universitaires) est dorénavant assurée par le Centre national de gestion, en lien avec le ministère chargé de l’enseignement supérieur.

### Liste des directeurs généraux
•	(2007/2019) Danielle Toupillier
•	(2019/2022) Eve Parier
•	(2023/....) Marie-Noelle Gerain Breuzard 

### Liste des présidents du conseil d'administration
- 2007 : Jacky Richard
- 2014 : Philippe Georges[4]
- 2020 : Isabelle Ausset[5].

## Professions exercées par les personnels gérés par le CNG

### Praticien hospitalier
Les praticiens hospitaliers sont recrutés par un concours national unique organisé par le Centre national de gestion.

### Personnel enseignant et hospitalier
Le personnel enseignant et hospitalier est constitué des professeurs des universités – praticiens hospitaliers (PU-PH) et des maîtres de conférence – praticiens hospitaliers (MCU-PH).

### Directeur d'hôpital
À l’issue du concours national organisé par le Centre national de gestion, le directeur d’hôpital suit, en qualité d’élève, une formation alliant théorie et pratique.

### Directeur d'établissement sanitaire, social et médico-social
Comme le directeur d'hôpital, le directeur d’établissement sanitaire, social et médico-social est recruté par concours national organisé par le Centre national de gestion. 

### Directeur des soins
À l’issue du concours national organisé par le Centre national de gestion, le directeur des soins suit, en qualité d’élève, une formation alliant théorie et pratique.

### Attaché d’administration hospitalière
À compter de sa première affectation, l'attaché d’administration hospitalière relève d’une gestion locale assurée par les établissements relevant de la fonction publique hospitalière.

## Logotypes

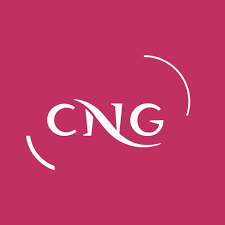
Logo jusqu'en mars 2022
Logo depuis mars 2022